# البنك الوطني التعاوني
البنك الوطني التعاوني هو بنك تعاوني مستأجر من قِبل الكونغرس في الولايات المتحدة تم إنشاؤه بموجب قانون البنك التعاوني للمستهلكين لعام 1978 (Pub. L. 95-351). الوطنية التعاونية تقدم المنتجات والخدمات المصرفية للتعاونيات وأعضائها والمنظمات الاجتماعية على الصعيد الوطني.
تم إنشاء البنك لتلبية الاحتياجات المالية لسوق تعاني من نقص الخدمات.البنك الوطني التعاوني مدافع عن التعاونيات الأمريكية وأعضائها، مع التركيز بشكل خاص على تلبية احتياجات المجتمعات التي تواجه تحديات اقتصادية.
ركز البنك على تنشيط المجتمع. يحتوي توظيف النموذج التعاوني في تطوير الأعمال على إمكانية الحصول على رعاية صحية ميسورة التكلفة وسكن بأسعار معقولة.
كانت (شركاء تأثير رأس المال) هي المؤسسة المالية غير الربحية لتنمية المجتمع التابعة للبنك الوطني التعاوني . أصبحت منظمة قائمة بذاتها في عام 2014.

## روابط خارجية
- الموقع الرسمي